# Avril Lavigne
Avril Ramona Lavigne (n. 27 septembrie 1984, Belleville, Ontario) este o cântăreață, actriță și textieră canadiană, nominalizată de opt ori la Premiile Grammy și câștigătoare a șapte distincții Juno. Lavigne este una dintre cele mai importante personalități ale muzicii pop-rock actuale, compozițiile sale adresându-se, în general, adolescenților.
Până în prezent interpreta a lansat șapte albume de studio: Let Go (2002), Under My Skin (2004), The Best Damn Thing (2007), Goodbye Lullaby (2011), Avril Lavigne (2013), album care îi poartă numele, Head Above Water (2019) și  Love Sux (2022) răsplata prestației muzicale de calitate a cântăreței este reprezentată de cele 36 de milioane de albume comercializate la nivel internațional.
Avril Lavigne este cunoscută pentru vocea sa puternică, caracteristică altistelor, întinderea sa vocală măsurând aproximativ două octave. Personalitate cunoscută pentru acțiunile sale caritabile, dar și pentru spiritul antreprenorial dezvoltat, Lavigne debutează în industria cinematografică la începutul anului 2006, odată cu lansarea peliculei animate Peste tufiș.

## Biografie

### Anii copilăriei și primele activități muzicale (1984 — 2001)
Avril Ramona Lavigne este cel de-al doilea copil al cuplului format din Judith-Rosanne (născută Loshaw) și Jean-Claude Lavigne, doi muncitori cu origini franco-canadiene, ea mai are un frate mai mare, Matthew, și o soră mai mică pe nume Michelle. În ciuda faptului că numele său provine din limba franceză și înseamnă „aprilie”, Lavigne preferă pronunția caracteristică foneticii engleze. Încă de la vârsta de doi ani Avril a învățat să cânte muzică gospel și country, iar la scurt timp cânta în corul bisericii, dar și la festivalurile locale. În adolescență tânăra interpretă le admira pe „divele” muzicii rock Janis Joplin și Alanis Morissette, pasiunea sa pentru muzică determinând-o să învețe să cânte singură la chitară.
În anul 1998, când avea treisprezece ani, Lavigne se număra printre cei douăzeci de mii de participanți ai unui concurs de interpretare, care avea ca premiu un recital împreună cu Shania Twain. Avril a câștigat competiția, iar la scurt timp ea a fost contactată de Cliff Fabri, care avea să devină primul său manager. Ulterior, cântărețul de muzică folk Steve Medd a participat la unul dintre concertele interpretei și a invitat-o să colaboreze cu el în vederea înregistrării unor cântece pentru propriile albume de studio: Quinte Spirit (1999) și My Window to You (2000).
La vârsta de cincisprezece ani Avril Lavigne a renunțat la studii, părinții săi fiind de acord ca ea să se mute în New York pentru a urma o carieră muzicală. În acest oraș interpreta a devenit pasionată de muzica rock și a înregistrat un disc demonstrativ, care a atras atenția producătorului L.A. Reid. În decembrie 2001 compania Arista i-a oferit interpretei un contract de promovare, estimat la o valoare de 1 milion de dolari.

### Debutul discografic și «Let Go» (2002 — 2003)
Albumul de debut al interpretei a fost lansat la data de 4 iunie 2002, sub reprezentarea casei de înregistrări Arista Records. Inițial discul purta numele „Anything But Ordinary” însă, în ultimul moment, a fost redenumit în Let Go. Primul cântec promovat — „Complicated” — s-a bucurat de succes în Australia, unde a ocupat cea mai înaltă poziție în clasamentele de specialitate. Concomitent piesa ocupa locul secund în ierarhia Billboard Hot 100 din SUA. Pe site-ul de specialitate Metacritic discul Let Go a primit recenzii favorabile din partea criticilor, câștigând 68 de puncte din 100 posibile. În Canada albumul a primit discul de diamant, confirmând vânzări de peste 1 milioane de exemplare. De asemenea, la nivel internațional, discul a câștigat popularitate, fiind consemnate optsprezece milioane de copii vândute.

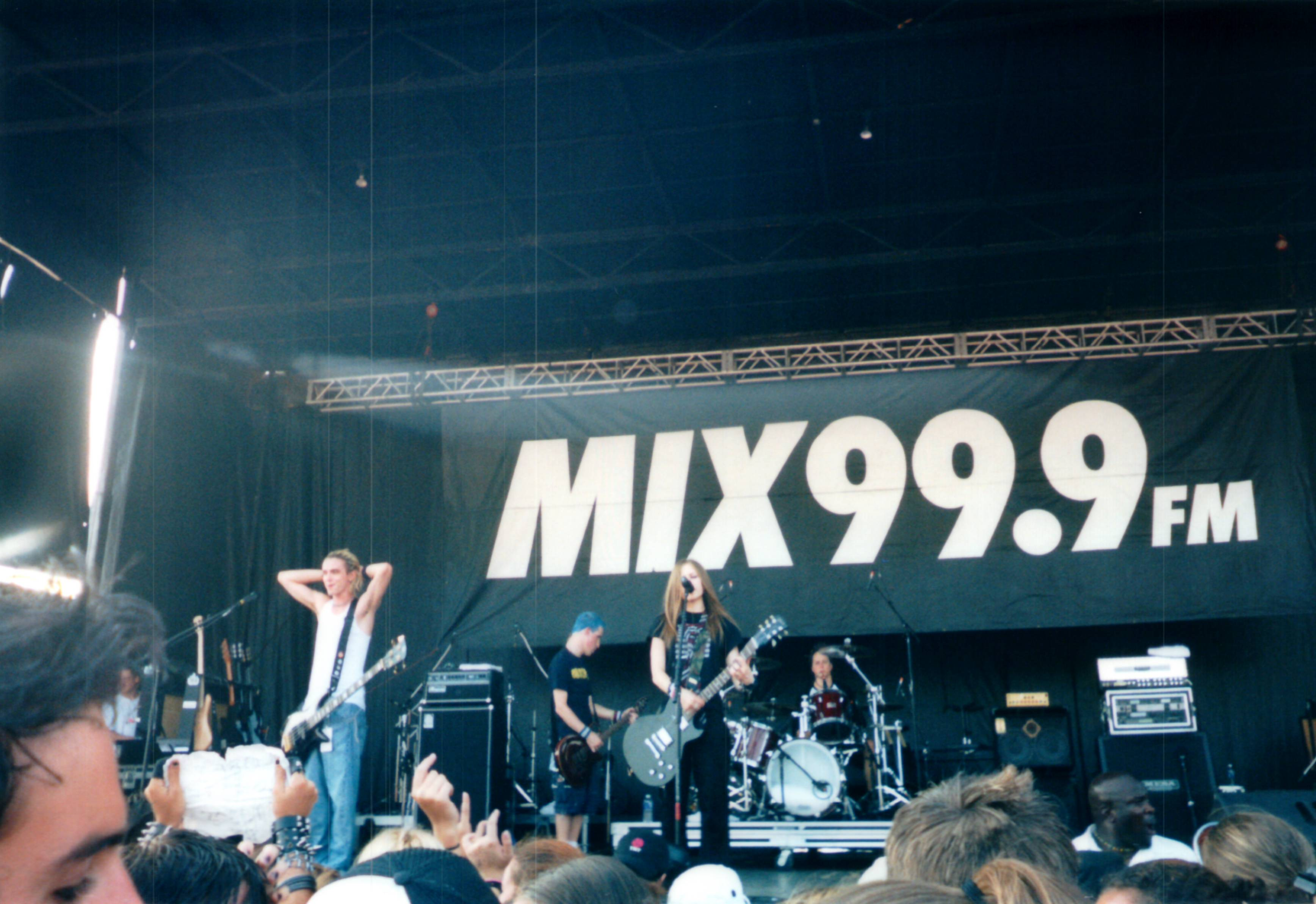
Avril Lavigne în concert pentru Radio Mix 99.9. (SUA, 2002)

În anul 2005 Avril Lavigne a intrat în cartea Guinness World Records, fiind desemnată cea mai tânără interpretă care câștigă prima poziție în clasamentul UK Albums Chart. (notă — la data stabilirii recordului Lavigne avea 18 ani și 106 zile). În timp ce discul Let Go câștiga prima poziție în clasamentele din Regatul Unit, compania Apple dezvăluia faptul că propriul său magazin digital a atins pragul de 10 milioane de produse comercializate, cifra fiind atinsă în urma cumpărării piesei „Complicated”. La finele deceniului, folosind site-ul About.com, conglomeratul New York Times publica clasamentul celor mai bune piese pop ale anilor 2000, iar „Complicated” figura pe poziția cu numărul unsprezece.
În S.U.A. discul Let Go a fost comercializat în peste opt milioane de exemplare și a primit șase discuri de platină; de asemenea, albumul este considerat a fi cel mai bine vândut material discografic al unei interprete, pe parcursul anului 2002. Potrivit IFPI, Let Go este unul dintre cele mai bune albume din lume (în anul 2003), iar site-ul RIAA îl include în clasamentul celor mai bune albume din istoria Statelor Unite. De asemenea, revista americană Rolling Stone a realizat o listă cu cele mai bune 100 cântece ale anilor 2000, iar „Complicated” ocupă locul opt. (în ierarhia albumelor, discul Let Go ocupa un onorific loc patru)
În anul 2003 Avril a primit cinci nominalizări la Premiile Grammy (secțiunile „Cel mai bun interpret”, „Debutul anului”, „Cântecul anului”, „Albumul anului” și „Cea mai bună interpretare rock”) însă nu a câștigat la nicio categorie. Totuși Lavigne a câștigat patru din cele șase premii la care a fost nominalizată în cadrul premiilor Juno — „Cel mai bun single” („Complicated”), „Albumul anului”, „Cel mai bun album pop” și „Debutul anului”. Cel de-al doilea disc single al interpretei, intitulat „Sk8er Boi”, a debutat în octombrie 2002 și a ajutat-o pe interpretă să câștige numeroase premii, precum „Cel mai bun videoclip pop” la MTV Video Music Awards.
Pe parcursul anului 2003 interpreta începe primul său turneu, intitulat Try To Shut Me Up Tour. De asemenea, în anul 2003 Lavigne preia șlagărul lui Bob Dylan, „Knockin 'on Heaven's Door” și îl include pe albumul Peace Songs, având ca scop ajutorarea victimelor războiului. Împreună cu Kelly Osbourne Lavigne a prezentat gala premiilor MTV Video Music Awards 2003, iar în noiembrie lansează pe suport DVD primul său album în concert, intitulat My World.
Pe parcursul anului 2003 alte două discuri single sunt comercializate: „I'm with You” și „Losing Grip”. Ambele piese au câștigat popularitate în țările anglofone, sporind succesul albumului de proveniență.

### Era «Under My Skin» și consolidarea carierei (2004 — 2006)
Cel de-al doilea album de studio al interpretei, intitulat Under My Skin, a fost lansat pe plan internațional la data de 25 mai, 2004. Discul conține linii melodice mai elaborate, în comparație cu albumul Let Go, iar tema generală a versurilor este dragostea. Dorindu-și să își schimbe stilul muzical, Lavigne a încheiat colaborarea cu echipa de producători Matrix, alături de care a înregistrat primul său material discografic.

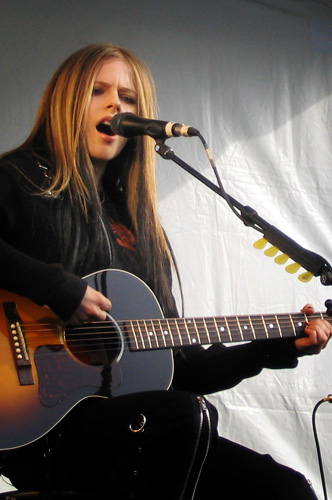
Avril Lavigne în concert
(Vancouver — 6 aprilie 2004);

Printre creatorii discului Under My Skin se numără Butch Walker, Raine Maida, Don Gilmore și Ben Moody, solistul formației americane de metal gotic Evanescence. În săptămâna lansării albumul primea certificatul de platină în Japonia și domina clasamentul UK Albums Chart; ulterior acesta câștiga prima poziție în ierarhia Billboard 200 și primea trei discuri de platină, confirmând vânzări de peste 3 milioane de exemplare.
Primul cântec extras pe single, intitulat „Don't Tell Me”, a fost lansat în primăvara anului 2004, fiind însoțit de un videoclip adiacent. Piesa s-a bucurat de succes comercial în Europa, unde a câștigat poziții fruntașe în clasamentele de specialitate. Concomitent discul Under My Skin se bucura de succes în Brazilia, țară în care a fost comercializat în 125 de mii de exemplare și a primit un disc de platină; de asemenea, următoarele compoziții extrase pe single: „My Happy Ending” și „Nobody's Home” au primit individual certificate de platină. La nivel internațional, cel de-al doilea album de studio al interpretei era comercializat în nouă milioane de exemplare și primea un certificat triplu de platină din partea RIAA.
Ultimul cântec inclus pe albumul Under My Skin, intitulat „Slipped Away”, este un tribut adus de interpretă bunicului său, care a murit în anul 2003, în timp ce Lavigne susținea turneul Try To Shut Me Up Tour. Pe parcursul anului 2004 cântăreața a început o nouă serie de concerte, intitulată The Bonez Tour, cu care avea să viziteze toate continentele. Răsplata prestației muzicale de calitate a interpretei a fost reprezentată de cele două premii câștigate la gala World Music Awards, la categoriile „Cel mai bun interpret pop-rock” și „Cel mai bun interpret canadian”. De asemenea, Lavigne a obținut cinci nominalizări la Premiile Juno și a triumfat la secțiunile „Interpretul anului”, „Favoritul publicului” și „Cel mai bun album de muzică pop” (pentru Under My Skin).
În iulie 2004, Lavigne a lansat un disc EP în variantă acustică, exclusiv pentru publicul din S.U.A.. Purtând numele Live Acoustic discul conține atât piese de pe albumul de debut al cântăreței: Let Go, cât și șlagăre precum „My Happy Ending” sau „Nobody's Home”. La finele anului 2005 interpreta lansa un nou album în concert, intitulat Live at Budokan: Bonez Tour, care a fost înregistrat pe parcursul turneului The Bonez Tour.
La începutul anului 2006, când Avril Lavigne începuse să compună noi piese pentru viitorul său material discografic, compania Fox Entertainment Group a contactat-o în vederea compunerii unui cântec pentru coloana sonoră a filmului Eragon. Interpreta a acceptat oferta și a creat două balade, dintre care numai una a fost aleasă pentru a fi promovată. Piesa, intitulată „Keep Holding On”, a fost o provocare la vremea respectivă pentru interpretă, care era nesigură de compatibilitatea creației sale cu firul narativ al peliculei. Cântecul a fost lansat în format digital la data de 28 noiembrie 2006.
În același an Avril Lavigne se căsătorește cu interpretul de muzică punk Deryck Whibley, membru fondator al grupului Sum 41. Ceremonia catolică a avut loc la data de 15 iunie în comunitatea americană Montecito și a numărat 110 invitați. Cei doi miri s-au cunoscut în anul 2004, iar logodna lor a avut loc în iunie 2005 în Veneția, în timpul unei plimbări cu gondola.
Avril Lavigne a debutat în industria cinematografică la începutul anului 2006, odată cu lansarea peliculei animate Peste tufiș. Avându-i ca și colegi de platou pe Bruce Willis și Steve Carell, Lavigne a primit rolul unui oposum pe nume Heather.

### Evoluția muzicală și materiale discografice noi (2007 — 2008)
În aprilie 2007, Avril Lavigne și-a reluat activitatea în planul muzical, lansând cel de-al treilea album de studio din cariera sa. Purtând numele The Best Damn Thing, discul este compus în stilul pop-punk. Albumul a câștigat prima poziție în clasamentul Billboard 200, fiind comercializat în peste 286,000 de exemplare în primele șapte zile; de asemenea discul a dominat clasamentele de specialitate din Europa și Japonia. Printre producătorii acestui material discografic se numără Dr. Luke (care a colaborat cu interprete precum Kelly Clarkson și P!nk), Deryck Whibley (cântărețul formației Sum 41), Rob Cavallo (afiliatul formațiilor Green Day și My Chemical Romance) și Butch Walker.

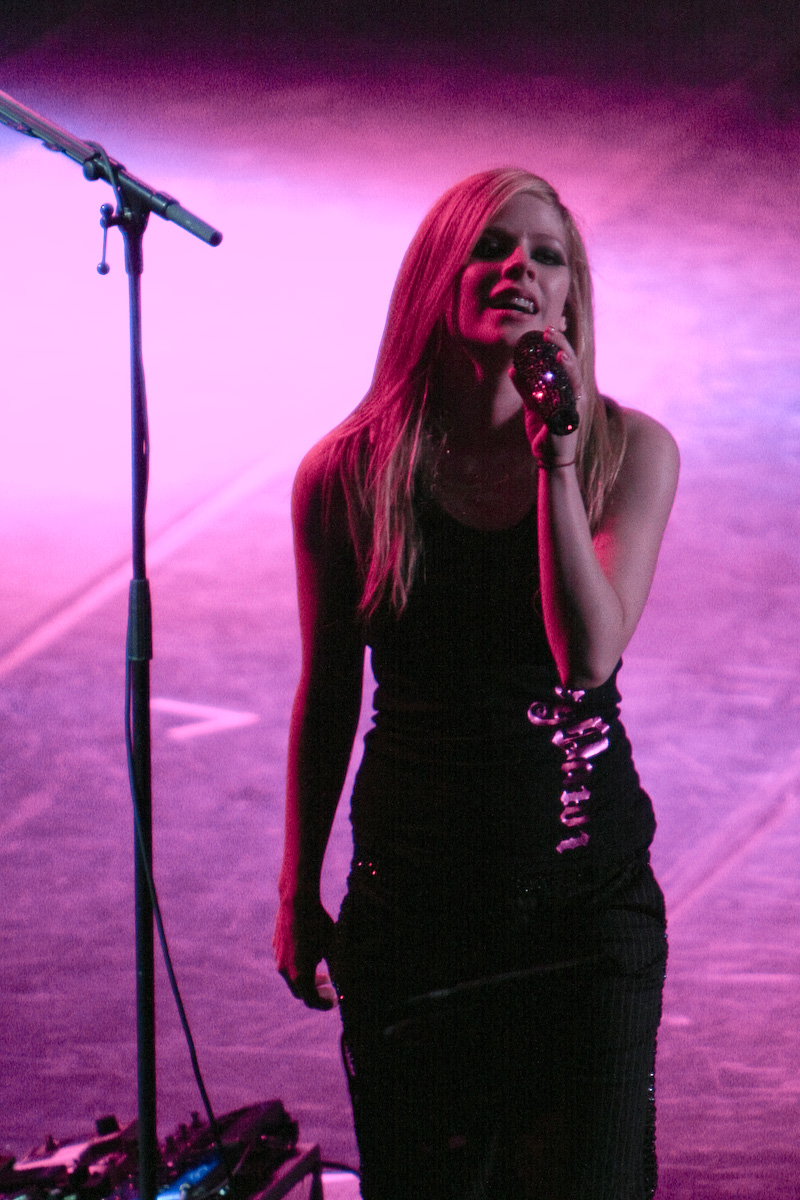
Avril Lavigne în concert
(6 octombrie 2008 — Beijing);

Unul dintre idolii interpretei, basistul Travis Barker a înregistrat pasajele instrumentale de tobe. De pe acest album au fost promovate cinci cântece: șlagărul „Girlfriend”, duetul „Girlfriend Remix” (împreună cu Lil Mama), balada „When You're Gone”, compoziția ritmată „Hot” și piesa omonimă cu albumul — „The Best Damn Thing”; toate aceste discuri au beneficiat de promovare și videoclipuri adiacente. În anul 2007, site-ul About.com realiza o listă a celor mai bune cântece pop, iar „Girlfriend” ocupa poziția cu numărul 39 din 100 posibile.
Conform unui interviu acordat agenției de știri Reuters, Lavigne își dorea ca albumul The Best Damn Thing să fie „vesel, încrezător, emoționant” și diferit de ceea ce înregistrase până la momentul respectiv, așa că a abandonat stilul „întunecat” în favoarea unei mixturi dintre muzica glam rock și pop punk. Într-o discuție purtată cu reporterii revistei braziliene Capricho interpreta susținea că principalele sale surse de inspirație erau interpreții precum Coldplay sau Alanis Morissette.
În ierarhia celor mai comerciale albume ale anului 2007, The Best Damn Thing ocupa locul patru, fiind cel mai bun produs al casei de înregistrări Sony BMG. Cântecul „Girlfriend” a marcat cele mai mari vânzări ale anului 2007 în domeniul digital, pe plan internațional fiind distribuite peste 7,3 milioane de descărcări digitale, conform IFPI. Numai în Asia albumul a fost vândut în 2 milioane de exemplare, iar în S.U.A. primea discul de platină, confirmând un milion de copii comercializate. De asemenea, în Japonia, discul s-a bucurat de succes comercial, iar pe plan internațional acesta a fost vândut în șase milioane de exemplare.
Pe parcursul „erei” The Best Damn Thing Lavigne a obținut numeroase distincții, printre care două premii World Music Awards la categoriile „Cea mai bună interpretă de muzică pop-rock” și „Cel mai bun interpret canadian”; de asemenea, interpreta a câștigat două trofee la gala MTV Europe Music Awards, a primit un premiu Teen Choice Award la secțiunea „Cântecul verii” (pentru „Girlfriend”) și a fost nominalizată la cinci distincții Juno.
În noiembrie 2007 au fost lansate două noi filme în care Lavigne deținea roluri secundare: Turma (cântăreața a primit rolul Beatricei Bell, iubita unui criminal) și Poporul Fast Food (în care Lavigne are rolul unei activiste). Ambele filme au primit recenzii mediocre și au avut încasări slabe.
În martie 2008 interpreta a început un nou turneu internațional, intitulat The Best Damn Tour, pentru a promova albumul omonim. În august 2008, unul dintre partidele aflate la putere în Malaezia a încercat să anuleze concertul pe care Lavigne avea să-l susțină în Kuala Lumpur, coregrafiile cântăreței fiind considerate a fi „prea sexy”. Conform anumitor oameni politici recitalul interpretei era un exemplu negativ pentru tineret. La 21 august 2008 postul de televiziune MTV anunța că recitalul cântăreței a fost aprobat de guvernul malaezian.
În primăvara anului 2008 Avril Lavigne lansa un nou disc EP, intitulat Control Room – Live EP. Înregistrarea materialului s-a făcut în timpul unui concert susținut de interpretă în Los Angeles, fiind incluse piese de pe toate cele trei albume de studio lansate până la momentul respectiv. Câteva luni mai târziu, în luna septembrie, era lansat un nou album din concert; intitulându-se The Best Damn Tour – Live in Toronto discul a fost distribuit internațional numai în format DVD.

### Proiectul «Alice» și «Goodbye Lullaby» (2009 — 2011)
În septembrie 2009 Avril Lavigne se despărțea neoficial de soțul său Deryck Whibley, însă o lună mai târziu cântăreața a introdus actele de divorț și a declarat că motivul pentru care nu mai poate continua căsnicia este că între ei sunt „diferențe ireconciliabile”. Interpreta nu a solicitat susținere financiară din partea soțului său și viceversa. La încheierea procesului Lavigne îi mulțumea fostului soț „pentru toți acești ani petrecuți împreună” și se considera binecuvântată pentru „că am rămas prieteni în continuare”.

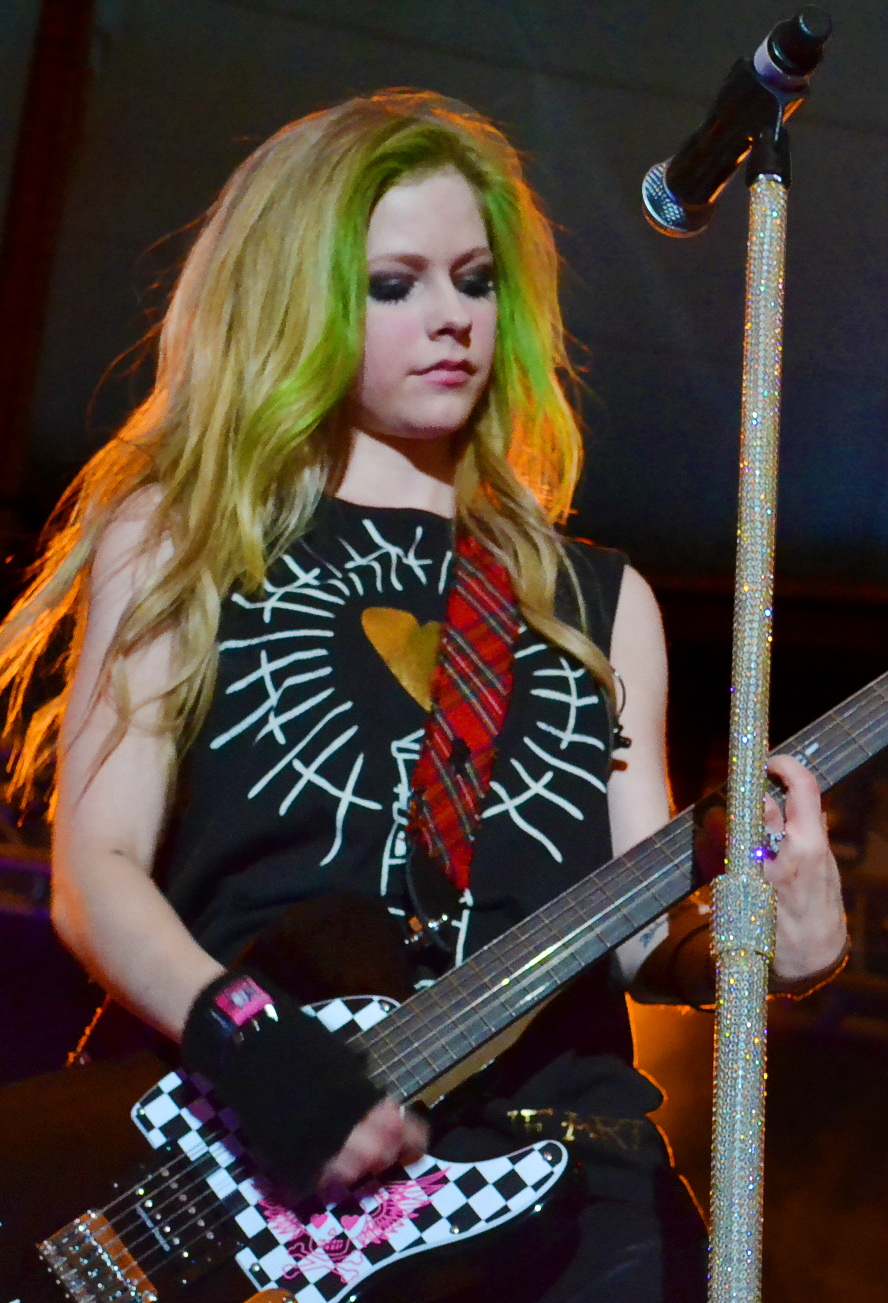
Avril Lavigne în concert (Sankt Petersburg, 2011).

În timp ce proiecta noi piese pentru propria sa linie vestimentară, Lavigne i-a contactat pe directorii Disney și și-a exprimat dorința de a compune un cântec pentru coloana sonoră a peliculei Alice în Țara Minunilor. Regizorul filmului, Tim Burton, a acceptat imediat oferta, iar piesa „mai întunecată” a interpretei a fost compusă la scurt timp, cu ajutorul unui pian, instrument care definește linia melodică a compoziției. Piesa, intitulată „Alice” a primit recenzii mixte din partea criticilor de specialitate, publicația canadiană Calgary Herald numind-o „una dintre cea mai bună compoziții din cariera interpretei”, alții criticând-o dur pentru felul în care „caută să devină Amy Lee și țipă în timp ce încearcă să cânte notele înalte”. Piesa a beneficiat de promovare adiacentă și de un videoclip, însă a obținut poziții mediocre în clasamentele de specialitate.
Cel de-al patrulea album de studio al interpretei, intitulat Goodbye Lullaby, reprezintă o reîntoarcere la vechiul stil muzical al cântăreței, preponderent acustic. Fiind lansat la nivel internațional în martie 2011, materialul a primit recenzii mixte din parte criticilor de specialitate; în timp ce unii jurnaliști apreciau eforturile interpretei de a se maturiza din punct de vedere muzical, au existat persoane care au criticat-o pentru „monotonia generală” a discului. Pentru a promova albumul Goodbye Lullaby, Avril Lavigne a extras pe discuri single cântecele „What the Hell” și „Smile”, două compoziții care au ocupat poziții înalte, respectiv medii, în clasamente din țările anglofone. Albumul Goodbye Lullaby avea să fie numit „eșec comercial” de către presa online din SUA, deși în săptămâna lansării a intrat pe poziția a patra în clasamentul Billboard 200 cu peste 87,000 de exemplare vândute. Totuși, materialul s-a bucurat de succes în Asia și a primit multiple discuri de platină în Japonia, Hong Kong și Taiwan.
În iunie 2011, la doar trei luni după lansarea Goodbye Lullaby, Avril Lavigne vorbea într-un interviu despre viitorul său material discografic - „[Goodbye Lullaby] a fost delicat, însă vreau ca următorul meu album să fie mai pop, mai distractiv”.

### Albumul «Avril Lavigne» (2012 — 2015)
La sfârșitul anului 2011, Avril a confirmat faptul că a semnat un contract cu Epic Records, condusă de L.A. Reid. Lavigne a contribuit cu două cântece la coloana sonoră a filmului de animație japonez One Piece Film: Z: „How You Remind Me” (cover după Nickelback) și „Bad Reputation” (de Joan Jett).

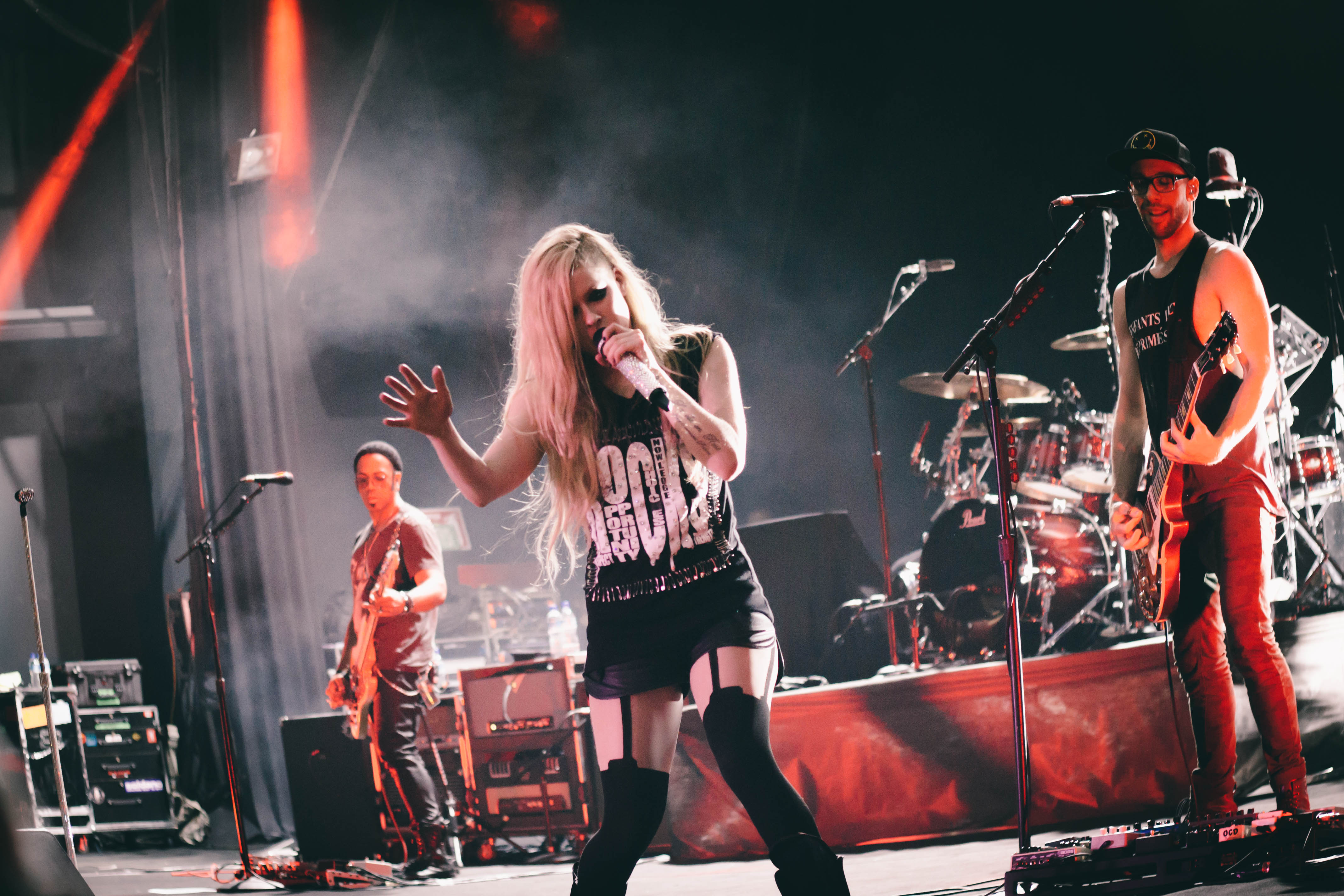
Avril Lavigne în Brasilia, 2014

Piesa principală de pe cel de-al cincilea album al artistei, „Here's to Never Growing Up” (produsă de Martin Johnson de la formația Boys Like Girls), a fost lansată în aprilie 2013 și a ajuns în top 20 în Billboard Hot 100, Australia și Regatul Unit. Al doilea single, „Rock n Roll”, a fost lansat în august 2013 iar al treilea, „Let Me Go” (la care a colaborat cu soțul ei, Chad Kroeger de la Nickelback), a fost lansat în octombrie 2013. 
Albumul, intitulat Avril Lavigne, a fost lansat la 1 noiembrie 2013 și s-a vândut în 125.000 de exemplare în Statele Unite. În Canada a primit un disc de Aur și o nominalizare la Premiile Juno pentru Albumul Pop al anului. La mijlocul anului 2014, Lavigne a cântat în deschiderea turneului In a World Like This Tour al formației Backstreet Boys și a apărut pe scena festivalului muzical Summer Sonic de la Tokyo.
Într-un interviu din aprilie 2015 acordat Billboard, Avril Lavigne a anunțat că dorește să lanseze un nou single, „Fly”. Lansarea a avut loc la 26 aprilie și a fost legată de Jocurile Mondiale de Vară Special Olympics 2015. În același interviu ea a mai declarat că vrea să lanseze și un album de Crăciun.

### Head Above Water (2016 — prezent)
Pe 25 decembrie 2016, Lavigne a anunțat prin intermediul site-ului Instagram că lucrează la un nou album. Lavigne a colaborat cu formația japoneză de muzică rock One Ok Rock la piesa „Listen” de pe albumul Ambitions, lansat pe 11 ianuarie 2017.
Lavigne a apărut și pe EP-ul Chameleon al formației Grey, colaborând la piesa „Wings Clipped”, lansată pe 29 septembrie 2017.
Cel de-al șaselea album de studio al lui Avril Lavigne, Head Above Water a fost lansat pe 15 februarie 2019 de către casa de discuri BMG. Albumul a ajuns în top zece din Australia, Austria, Canada, Germania, Italia, Japan, Elveția și în Regatul Unit, și a ajuns până pe locul al treisprezecelea în Billboard 200. A fost precedat de trei single-uri—„Head Above Water”, „Tell Me It's Over” și „Dumb Blonde”.

## Simțul artistic

### Stilul muzical

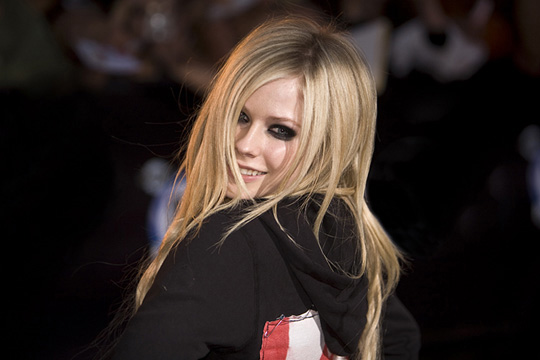
Avril Lavigne pe covorul roșu
(Toronto, 17 iun. 2007).

Fiind adeptă a genurilor muzicale pop, rock și punk, Lavigne incorporează adesea chitarele electrice în șlagărele sale, având ca suport armoniilor vocale, compuse în tonalități înalte.
În general, compozițiile sale abordează teme precum solitudinea, eșecul amoros sau motivația, iar cele mai întâlnite motive sunt ambiția, energia, distracția și celebrarea. Printre interpreții care au influențat-o cel mai puternic se numără Janis Joplin, Alanis Morissette, Courtney Love și formația americană Blink-182.
Odată cu apariția primului album de studio al interpretei, intitulat Let Go, criticii cotidianului american The New York Times remarcau faptul că discul „vorbește despre insecuritatea elevilor, auto-compătimirea și propria neprihănire”, folosind ritmurile muzicii pop-rock. Totuși, prin lansarea discului Under My Skin, Lavigne a început să experimenteze și alte genuri, precum rock-ul alternativ sau muzica grunge. Presa din România numea albumul „o alternativă artistică de rebeliune împotriva canoanelor, cu influențe clare din muzica punk și post-grunge”. Cel de-al treilea album de studio al lui Avril Lavigne, numit The Best Damn Thing, dezvăluie o nouă latură artistică a interpretei, stilul muzical abordat avându-și rădăcinile în muzica pop. Discul a fost apreciat de criticii din România, care spuneau că „aduce un aer proaspăt, este plin de energia caracteristică sound-ului punk-rock, are linii melodice complexe și piese foarte bine orchestrate, iar toate acestea ne arată o Avril Lavigne care a ajuns la împlinire în ceea ce privește compoziția și interpretarea muzicii sale.”
Profilul vocal al interpretei se încadrează în categoria altistelor, iar întinderea sa vocală măsoară aproximativ două octave. Fiind numită adesea „Prințesa muzicii pop punk”, Lavigne este cunoscută pentru folosirea excesivă a vocii de piept, in defavoarea registrului de cap.

### Imaginea publică
În perioada debutului Lavigne era cunoscută pentru stilul vestimentar „băiețos”, evidențiat prin purtarea unor cravate, asortate cu tricouri cu imprimeuri închise la culoare. Odată cu lansarea discului Under My Skin (2004), interpreta a adoptat un nou stil, apropiat de moda gotică, întunecată. Pe parcursul «erei The Best Damn Thing» Lavigne și-a vopsit părul blond, având o șuviță roz și a devenit mai feminină. Din această cauză, o parte din susținătorii cântăreței au protestat, spunând că aceasta și-a pierdut stilul vestimentar original. Lavigne a răspuns comentariilor astfel: „Nu regret absolut nimic. Știți, cravatele și tricourile și totul... au fost la locul și timpul potrivit. Acum m-am maturizat și am mers mai departe.”

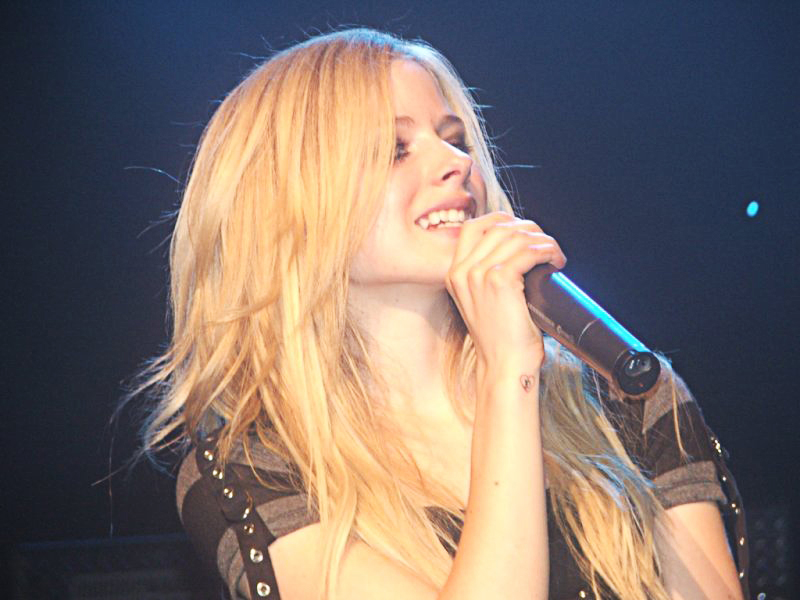
Avril Lavigne în Geneva, 2005.
(Pe încheietura mâinii drepte poate fi văzut tatuajul interpretei dedicat fostului său soț, Deryck Whibley.)

La debut, Lavigne era numită de presă și fani un „fenomen anti-Britney Spears”, având în vedere că ambele interprete erau tinere la vremea respectivă, însă muzica lui Lavigne era mai puțin comercială. Avril a comentat termenul într-un interviu: «Nu îmi place acel termen – „anti-Britney.” E stupid... Nu cred în așa ceva. Și ea (Britney Spears – n.n.) este o ființă umană. Dumnezeule, lăsați-o în pace!». În vreme ce Lavigne și Ben Moody – solistul formației americane de metal gotic Evanescence – compuneau albumul Under My Skin, cei doi muzicieni și-au tatuat câte o stea la încheietura mâinii stângi. La finele anului 2004 interpreta și-a făcut un nou tatuaj, în forma unei inimi roz, mărginită de litera „D”, dedicată soțului său de la acea vreme, Deryck Whibley.

### Activități antreprenoriale
Pe parcursul anului 2008 Avril Lavigne a realizat o linie vestimentară numită Abbey Dawn, care conține piese și accesorii glam rock. Colecția a fost produsă de compania Kohl's, care s-a ocupat și de distribuirea sa în magazinele din S.U.A.. Numele „Abbey Dawn” reprezintă felul în care interpreta era alintată de tatăl său în copilărie, interpreta fiind intens implicată în procesul creativ al liniei. Reprezentanții Kohl's sunt de părere că această colecție descrie „stilul de viață adolescentin”, incluzând cranii și imprimeuri similare celor întâlnite pe coperta albumului The Best Damn Thing, sub formă de accesorii. Interpreta și-a promovat linia prin purtarea unora dintre piesele vestimentare și bijuterii la diferite concerte sau evenimente mondene. De asemenea, creațiile lui Lavigne au fost promovate în mediul virtual prin intermediul jocului Stardoll, iar în septembrie 2009 colecția a fost prezentată la „Săptămâna Modei de la New York”.
Pe parcursul anului 2009 Avril Lavigne s-a implicat în producerea primului său parfum. Intitulat „Black Star”, produsul a început să fie comercializat în cea de-a doua jumătate a anului, conținând aromă de trandafir chinezesc, flori de prun și ciocolată neagră. Lavigne a anunțat lansarea unui nou parfum, intitulat „Forbidden Rose”, în martie 2010 prin intermediul unei serii de reclame televizate.

## Filantropie și acțiuni de caritate

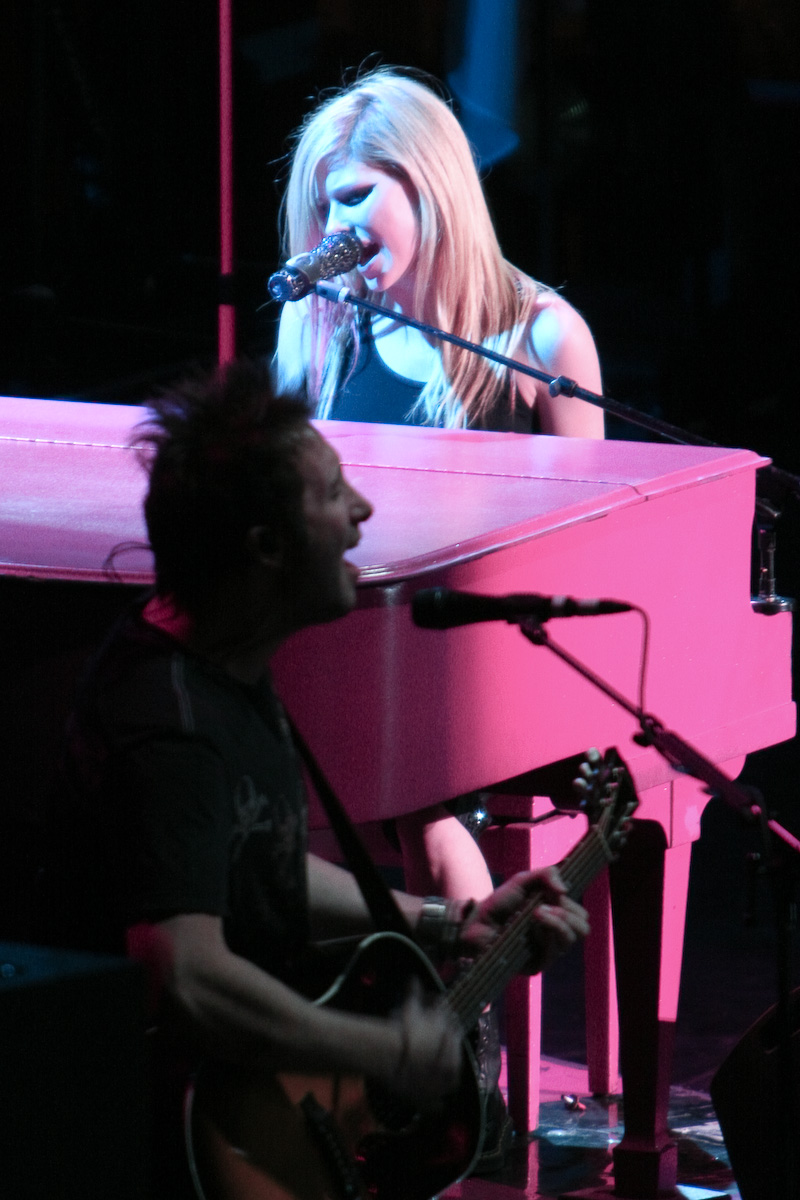
Avril Lavigne în concert
(6 octombrie 2008 — Beijing);

Pe parcursul anului 2003 Avril Lavigne s-a implicat în producerea albumului de compilație Peace Songs, preluând șlagărul cântărețului american Bob Dylan, „Knockin' on Heaven's Door”. Toate încasările obținute în urma comercializării compoziției au fost donate unei organizații care lupta pentru copii implicați în războiul din Irak. De asemenea, Lavigne a fost implicată în campania „Unite Against AIDS”, a cărei sponsori au organizat un concert caritabil, la care au participat numeroși cântăreți, precum Sarah McLachlan.
Ulterior Lavigne a participat, alături de formația Sum 41, la o strângere canadiană de fonduri pentru ajutorarea celor 178 de mii de victime făcute de tsunamiul care a lovit Asia de Sud-Est în anul 2004. De asemenea, agenția de presă Reuters făcea public faptul că interpreta se număra printre voluntarii campaniei „Musicians On Call”; această inițiativă avea ca scop sprijinirea morală a pacienților spitalizați, prin intermediul terapiei muzicale. De-a lungul timpului, interpreta a donat mai multe piese vestimentare campaniei Clothes Off Our Back, care au fost ulterior vândute în scopuri caritabile.
În octombrie 2008, unul dintre șlagărele interpretei, intitulat „When You're Gone”, a fost inclus pe albumul de compilație Imagine There's No Hunger. Printre ceilalți colaboratori s-au numărat Joss Stone și John Lennon, iar discul a avut ca scop strângerea de fonduri în vederea combaterii foametei globale. La finele aceluiași an, fiind într-un concert în China, interpreta a donat banii câștigați copiilor cu dizabilități fizice. Ulterior Lavigne a vizitat un spital de copii din provincia Sichuan, unde le-a oferit cadouri victimelor cutremurului care cauzase recent 69.000 de pierderi umane.
Pe parcursul anului 2009 Avril Lavigne s-a implicat în finanțarea unuia dintre proiectele Fundației Nancy Davis, numit Race to Erase MS, care are ca scop eradicarea sclerozei multiple. De asemenea, interpreta a participat la un teledon mexican, organizat pentru ajutorarea copiilor cu nevoie speciale.
La începutul anului 2010 Avril Lavigne și cântăreața americană Katy Perry au pornit o campanie de informare a tinerilor cu privire la riscurile acneei. Artista și-a motivat inițiativa astfel: „Acneea e urâtă. Acneea nu e amuzantă. Este foarte important să ai grijă de tenul tău, preferabil de la o vârstă fragedă.” Reacționând la cutremurul din Haiti, Lavigne și-a exprimat regretul cu privire la pierderile umane și și-a încurajat fanii să ajute haitienii în orice fel cu putință. De asemenea interpreta a participat, alături de cântăreți canadieni cu renume precum Nelly Furtado, Justin Bieber sau Fefe Dobson, la înregistrarea unui disc single caritabil, intitulat „Wavin' Flag”, având ca scop ajutorarea victimelor produse de cutremurul haitian.

## Discografie
Albume de studio
- Let Go (2002)
- Under My Skin (2004)
- The Best Damn Thing (2007)
- Goodbye Lullaby (2011)
- Avril Lavigne (2013)
- Head Above Water (2019)[280]
- Love Sux (2022)

## Filmografie
| An   | Titlu                            | Rol            | Note                                  |
| ---- | -------------------------------- | -------------- | ------------------------------------- |
| 2002 | Sabrina, vrăjitoarea adolescentă | Ea însăși      | Invitată; A interpretat „Sk8er Boi”   |
| 2004 | Going the Distance               | Ea însăși      | Invitată; A interpretat „Losing Grip” |
| 2006 | Fast Food Nation                 | Alice          | Activistă de liceu                    |
| 2006 | Over the Hedge                   | Heather        | Voce                                  |
| 2007 | The Flock                        | Beatrice Bell  | Iubita suspectului                    |
| 2010 | American Idol                    | Ea însăși      | Guest judge (L.A. auditions)          |
| 2011 | Majors & Minors                  | Ea însăși      | Guest mentor                          |
| 2018 | Charming                         | Albă ca Zăpada | Voce                                  |

## Premii Grammy
Premiile Grammy sunt prezentate anual de către „Academia Națională a Artelor și Științelor de Înregistrări” din S.U.A.. Avril Lavigne a obținut opt nominalizări, însă nu a triumfat niciodată.
| Anul | Titlul înregistrării premiate | Distincția                               | Rezultatul   |
| ---- | ----------------------------- | ---------------------------------------- | ------------ |
| 2003 | —                             | „Debutul anului”                         | Nominalizare |
| 2003 | „Complicated”                 | „Cântecul anului”                        | Nominalizare |
| 2003 | „Complicated”                 | „Cea mai bună interpretă de muzică pop”  | Nominalizare |
| 2003 | „Sk8er Boi”                   | „Cea mai bună interpretă de muzică rock” | Nominalizare |
| 2003 | „Let Go”                      | „Cel mai bun album de muzică rock”       | Nominalizare |
| 2004 | „I'm with You”                | „Cântecul anului”                        | Nominalizare |
| 2004 | „I'm with You”                | „Cea mai bună interpretă de muzică pop”  | Nominalizare |
| 2004 | „Losing Grip”                 | „Cea mai bună interpretă de muzică rock” | Nominalizare |

## Grupul instrumental
| Membrii actuali - Al Berry – chitară bas, voce secundară (2007 – prezent) - Rodney Howard – baterie, percuție, voce secundară (2007 – prezent) - Steve Ferlazzo – claviaturi, voce secundară (2007 – prezent) - Jim McGorman – chitară ritmică, voce secundară (2007 – prezent) - Steve Fekete – chitară principală, voce secundară (2008 – prezent) - Sofia Toufa – dansatoare, voce secundară (2007 – prezent) - Lindsay Bluafarb – dansatoare, voce secundară (2007 – prezent) | Foștii membri - Mark Spicoluk – chitară bas, voce secundară (apr. – sept. 2002) - Jesse Colburn – chitară ritmică (2002 – 2004) - Evan Taubenfeld – chitară principală, voce secundară (2002 – 2004) - Craig Wood – chitară ritmică, voce secundară (2004 – 2007) - Matt Brann – baterie, percuție, voce secundară (2002 – 2007) - Charlie Moniz – chitară bas (2002 – 2007) - Devin Bronson – chitară principală, voce secundară (2004 – 2008) |